# Lampyroidea greaca
Lampyroidea greaca is een keversoort uit de familie glimwormen (Lampyridae). De wetenschappelijke naam van de soort is voor het eerst geldig gepubliceerd in 1833 door Laporte de Castelnau.